# Moles del Don
Les Moles del Don és una muntanya de 672 metres que es troba al municipi d'Arnes, a la comarca catalana de la Terra Alta.